# Міхеєнь
Міхеєнь, Міхеєні (рум. Mihăieni) — село у повіті Сату-Маре в Румунії. Входить до складу комуни Акиш.
Село розташоване на відстані 433 км на північний захід від Бухареста, 27 км на південний захід від Сату-Маре, 109 км на північний захід від Клуж-Напоки.

## Населення
За даними перепису населення 2002 року у селі проживали 466 осіб.
Національний склад населення села:
| Національність | Кількість осіб | Відсоток |
| -------------- | -------------- | -------- |
| угорці         | 362            | 77,7%    |
| цигани         | 69             | 14,8%    |
| румуни         | 33             | 7,1%     |

Рідною мовою назвали:
| Мова      | Кількість осіб | Відсоток |
| --------- | -------------- | -------- |
| угорська  | 431            | 92,5%    |
| румунська | 33             | 7,1%     |